# Aeroportul Mallacoota
Aeroportul Mallacoota (IATA: XMC, ICAO: YMCO) este un aeroport din Victoria, Australia.
Situat la o altitudine de 26 m, aeroportul dispune de o singură pistă. Este operat de Shire of East Gippsland⁠(d).